# Gros Ventre
Gros Ventre ali Atsine ( Gros Ventre of the Prairie; Veliki Trebuhi Prerije; Atsina, Minnetaree, Minnetarees of Fort de Prairie, Big Belly, Ahe, A'ananin) (Slovensko Veliki Trebuhi) je pleme Indijanacev s poreklom od Arapahov, jezikovna družina Algonquian, živeč v prerijah od Milk River in obale Missourija na severu do Saskatchewana. Pleme je leta 1780 imelo okoli 3.000 pripadnikov, kasneje pa so bili(1880) nameščeni v rezervat Fort Belknap z Assiniboini. S števičnim stanjem se manipulira; po SIL-u 1977. jih je bilo 1.200, verjetno samo na rezervatu. Drugi podatki govorijo, da jih je v ZDA. okoli 3.000.

## Ime
Ime Gros Ventre je prevedeno iz francoščine v angleščino kot Big Belly ali Great Belly Indijanci. V prerijskem znakovnem jeziku jih pogosto zamenjujejo z Indijanci Hidatsa, imenovanimi tudi Gros Ventre. Iz tega razloga imata ti dve plemeni tudi pripone v svojih imenih, za Atsine Gros Ventre iz Prairie ali Minnetaree iz Prairie in za Hidatse, ker so živeli ob Missouriju, Gros Ventre ali Minnetaree iz Missourija. Beseda 'Trebuh' je bila uporabljena tudi kot oznaka za sorodnike pravih Hidats Indijancev Awaxawi ali Amahami, ki so jih imenovali tudi Minnetaree iz reke Knife. Tudi pri Crow indijancih, ki so se odcepili od Hidats najdemo 'belly'  v imenu skupine (band) Kicked-in-their-Bellies. Ime Minnetaree pomeni "prečkali so vodo".
Pogosta zmeda med Hidatsi in Atsini je nedvomno posledica podobnih gest za telo, ki jih ti dve plemeni uporabljata v znakovnem jeziku. Ena se nanaša na tetovirane prsi Hidatsa, medtem ko je pri Atsinih pomenila 'vedno lačni' (tj. 'berači'). Šošonsko ime Sä'pani pomeni tudi 'trebuščki'. Danes se imenujejo Ahe, A'ananin, v Swantonovem času Aä'ninena, pri plemenu Črne noge, s katerimi so se Atsine povezovali po ločitvi od matičnega plemena Arapahov. Pomen te besede je dvomljiv.

## Zgodovina
Gros Ventre so bili nekoč del Arapahov in so verjetno živeli z njimi na območju doline Red River v Minnesota in Severna Dakota do približno 1650. Ločili so se od matičnega plemena in nadaljevali s selitvijo v severni Wyoming, preden so postali lovci na bivole, okoli [[1675].]
Atsine so tavale vse do Saskatchewan v Kanadi, preden so se ponovno združile z Arapahi v Wyomingu 1818. Atsine so ostali združeni z Arapahi od leta 1818 do 1823, ko so se znova ločili in naselili na območju Milk River, kjer so nekateri 1829 umrli zaradi črnih koz. Del skupine, ki je ostal pri Arapahih, se je leta 1832 ločil od njih in nadaljeval s potepanjem. Ta potepanja so jih pripeljala na območje, znano kot Pierre's Hole, ki leži zahodno od Teton Range, približno 112 kilometrov dolge in 6,5 kilometrov široke doline v današnjem okrožju Teton, Idaho. Tam so se spopadli s trgovci s krznom in utrpeli velike izgube (Bitka pri Pierrovi luknji). Po teh izgubah sta se skupini Atsina združili leta 1833. Nekaj let kasneje so ju večkrat napadli Assiniboini in jima zadali resne udarce.
Šele leta 1855 je bila podpisana pogodba o prijateljstvu z Isaac Stevensom (umrl v bitki pri Chantillyju 1862 v Virginiji) kot del ljudstva Črnih nog. Naslednje leto (1856.) so Atsine z Assiniboini odšli v rezervat Fort Belknap, a vojna zanje še ni bila končana. Čeprav so bili v zavezništvu z Blackfoot plemenom, so Atsine združili moči z Crow plemenon proti Blackfoot leta 1867 in izgubili bitko. Dokončno jih je zlomila epidemija črnih koz, ki so jih prizadele leta 1869.

## Demografija
Danes Atsine živi v rezervatu Fort Belknap v Montani. Število prebivalcev Atsina leta 1700 je bilo po podatkih NAHDB približno 3.000 članov in je tako ostalo do 1800, 2.500 članov (2000.) ter 3.000 članov (2005).

## Narodopisje
Atsine ali Big Belly of the Prairies so eno od tipičnih plemen s kulturo lova na prerijske bivole. Atsinovo bivališče je šotor iz bivoljih kož, znan kot tipi ali tepee. Pleme se je preživljalo z lovom na bivole, ki so jim bili vedno na sledi, celotno pleme pa se je lahko mobiliziralo v eni uri in nadaljevalo z premikanjem.

### Klan in totemizem
Gros Ventre so bili organizirani v klane, vendar je tukaj pomembno omeniti, da med njimi, kot pri Apačih, Crowih in njihovih sorodnikih Hidatsa ti klani nimajo totemskih imen, ki so običajno povezana s klanom. Arunta Aborigini, katerih totemske skupine se razlikujejo od klanov, nam prav tako povedo, da ni treba, da je totem vezan na klan. Ta problem pozna Lévi-Strauss, ki ga navaja v svojem 'Totemizmu danes'. Swanton navaja imena Kroeberjevega klana kot: "Tisti-ki-napojijo-svoje-konje-enkrat-na-dan"; Tetive, "Tisti-ki-se-ne-oddajajo" ali "Bivolje grbe"; Nasproti (ali Srednji) Assiniboin, "Grdi (ali) Šotorske drogove, obrabljene gladko"; Bloods, Fighting-one -Druga klanska imena: Berry-eaters, Breech-cloths, Coffee, Dusty-one, Gray-one ali Pepelnate barve, Kanhutyi (ime poglavarja), Nočni jastrebi, Poor-ones, Strgane hlače, Weasel-ski  pokrivalo.